# Beaune-d'Allier
Beaune-d'Allier is een gemeente in het Franse departement Allier (regio Auvergne-Rhône-Alpes) en telt 270 inwoners (1999). De plaats maakt deel uit van het arrondissement Montluçon.

## Geografie
De oppervlakte van Beaune-d'Allier bedraagt 23,3 km², de bevolkingsdichtheid is 11,6 inwoners per km².

## Demografie
Onderstaande figuur toont het verloop van het inwonertal (bron: INSEE-tellingen).
Vanwege een beveiligingsprobleem met de MediaWiki Graph-software is het momenteel niet mogelijk deze grafiek weer te geven. Zodra de software is bijgewerkt zal de grafiek vanzelf weer zichtbaar worden.